# Martos Ferenc (író)
Martos Ferenc, született Mittelmann (Arad, 1875. január 10. – Budapest, Erzsébetváros, 1938. november 24.) magyar író, költő, színműíró, operett-librettista, újságíró, lapszerkesztő.

## Élete
Martos (Mittelmann) Ferenc (1847–?) gyártulajdonos és Hertschka Adél fiaként született kikeresztelkedett zsidó családban. A gimnáziumot Aradon végezte, majd szüleivel a fővárosba költözött. A Budapesti Tudományegyetemen jogi tanulmányokat folytatott. Az Országos Magyar Diákszövetség elnökeként egy évig szerkesztette az Egyetemi Lapokat. 1896–1914 között a vallás- és közoktatásügyi minisztérium tisztviselőjeként dolgozott. 1894-től belső munkatársa a Pesti Naplónak, majd a Budapesti Hírlapnak, 1900 és 1902 között Fővárosi Lapokat szerkesztette. Írói pályáját versekkel és regényekkel kezdte, és színművekkel folytatta, majd 1904-től csak operettlibrettókat írt.
Házastársa Deutsch Gizella volt, akivel 1908. július 8-án Budapesten kötött házasságot. Gyermekük: Martos Veronika.
Sírja a Farkasréti temetőben található.

## Főbb művei
- Iza (versek, Budapest, 1896)
- Mariette (regény, Budapest, 1900)
- Titánia (versek, Budapest, 1902)
- Balassa Bálint (verses színmű, Budapest, 1902)
- Simonyi óbester (vígjáték, Budapest, 1903)
- Muskátli (vígjáték, Budapest, 1906)
- Szent Péter esernyője (színmű, társszerző: Bakonyi Károly, Budapest, 1907)

### Operettlibrettók és egyéb zenés darabok
- Bob herceg (operett, zeneszerző: Huszka Jenő, bemutató: Budapest, 1902)
- Aranyvirág (operett, zeneszerző: Huszka Jenő, bemutató: Budapest, 1903)
- A granadai vőlegény (regényes daljáték, zeneszerző: Báhnert József, bemutató: Budapest, 1905)
- Gül Baba (operett, zeneszerző: Huszka Jenő, bemutató: Budapest, 1905)
- Tüske rózsa (operett, zeneszerző: Jacobi Viktor, bemutató: Budapest, 1907)
- Tündérszerelem (regényes daljáték, zeneszerző: Huszka Jenő, bemutató: Budapest, 1907)
- Van, de nincs (operett, zeneszerző: Jacobi Viktor, bemutató: Budapest, 1908)
- 100 év múlva (revü, zeneszerző: Jacobi Viktor, bemutató: Budapest, 1908)
- Jánoska (fantasztikus játék, zeneszerző: Jacobi Viktor, bemutató: Budapest, 1909)
- A kis gróf (operett, zeneszerző: Rényi Aladár, bemutató: Budapest, 1911)
- Leányvásár (operett, társszerző: Bródy Miksa, zeneszerző: Jacobi Viktor, bemutató: Budapest, 1911)
- Szökik a nagysága (énekes bohózat, társszerző: Bródy Miksa, bemutató: Budapest, 1913)
- A kis király (operett, társszerző: Bakonyi Károly, zeneszerző: Kálmán Imre, bemutató: Budapest 1914)
- Sybill (operett, társszerző: Bródy Miksa, zeneszerző: Jacobi Viktor, bemutató: Budapest 1914)
- Zsuzsi kisasszony (operett, társszerző: Bródy Miksa, zeneszerző: Kálmán Imre, bemutató: Budapest, 1915)
- A pacsirta (operett, zeneszerző: Lehár Ferenc, bemutató: Budapest, 1918)
- Pillangó főhadnagy (operett, társszerző: Harmath Imre, zeneszerző: Komjáthy Imre, bemutató: Budapest, 1918)
- Cigánygrófné (operett, verseit írta: Kulinyi Ernő, zeneszerző: Vincze Zsigmond, bemutató: Budapest, 1920)
- Lili bárónő (operett, zeneszerző. Huszka Jenő, bemutató: Budapest, 1919)
- Anna-bál (operett, zeneszerző: Volkmann Róbert művei után Vincze Zsigmond, bemutató: Budapest, 1925)
- Alexandra (operett, zeneszerző: Szirmai Albert, bemutató: Budapest, 1925)
- Kitty és Kató (operett, zeneszerző: Rényi Aladár, bemutató: Budapest, 1926)
- Hajtóvadászat (operett, zeneszerző: Huszka Jenő, bemutató: Budapest, 1926)
- Éva grófnő (operett, zeneszerző: Szirmai Albert, bemutató: Budapest, 1928)
- Katica (operett, zeneszerző: Márkus Alfréd, bemutató: Budapest, 1929)

### Fordítások
- Katonadolog (verses játék, írta: André Sylvane és Jean Gascogne, bemutató: Budapest, 1897)
- A veréb (verses játék, írta: Louis Artus, bemutató: Budapest, 1906)
- A múlt (verses játék, írta: Victorien Sardou, bemutató: Budapest, 1907)
- A kék egér (verses játék, írta: Julius Horst és Alexander Engel, bemutató: Budapest, 1915)